# Bernadette Menu
Pour les articles homonymes, voir Menu.
Bernadette Menu, née le 8 mai 1938 à Amiens (Somme) et morte le 29 mai 2023 à Aubenas (Ardèche), est une archéologue et une égyptologue française. 

## Biographie
Elle est directrice de recherche honoraire au CNRS (université Paul-Valéry-Montpellier-III), présidente de l'Association internationale pour l'étude du droit de l'Égypte ancienne, et ancienne professeure d'égyptien ancien à l'université Lille-III et à l'Institut catholique de Paris).
Elle est la mère de Jean-Christophe Menu.

## Publications
- Le régime juridique des terres et du personnel attaché à la terre dans le Papyrus Wilbour, Publications de la faculté des lettres et sciences humaines, no XVII, Institut de papyrologie et d'égyptologie, Lille, 1970
- Recherches sur l'histoire juridique, économique et sociale de l'ancienne Égypte, Versailles, 1982
- Le passe-marges, préfacier : Jehan Despert (1921-2018), Aurillac, Imprimerie Gerbert, 1983  prix Balleroy de l'Académie française en 1984
- Droit, économie, société de l'Égypte ancienne, préface de Jean Yoyotte, Versailles, 1984
- Nesmin le Magicien : une histoire de la pierre de Rosette, éditions Geuthner, Paris, 1991  Prix Fayolle de l'Académie des Jeux floraux de Toulouse, 1992
- Vivre en Égypte ancienne, coll. « Découvertes Gallimard Texto », no 1, éditions Gallimard, Paris, 1998
- Ramsès II, souverain des souverains, coll. « Découvertes Gallimard / Histoire » (no 344), éditions Gallimard, Paris, 1998
- Recherches sur l'histoire juridique, économique et sociale de l'ancienne Égypte II, Bibliothèque d'étude 122, IFAO, Le Caire, 1998
- L'Obélisque de la Concorde, Lunx, Versailles, 1987
- Petite grammaire de l'égyptien hiéroglyphique à l'usage des débutants, éditions Geuthner, Paris, 2003 (dernier tirage)
- Petit lexique de l'égyptien hiéroglyphique à l'usage des débutants, éditions Geuthner, Paris, 2003 (dernier tirage)
- Égypte pharaonique : nouvelles recherches sur l'histoire juridique, économique et sociale de l'ancienne Égypte, Droits et Cultures, éditions L'Harmattan, Paris, 2004
- Exercices corrigés de la petite Grammaire de l'égyptien hiéroglyphique à l'usage des débutants, éditions Geuthner, Paris, 2005 (dernier tirage)
- Maât, l'ordre juste du monde, Le Bien Commun, éditions Michalon, Paris, 2005
- Nouvelles recherches sur l'histoire juridique, économique et sociale de l'ancienne Égypte, L'Harmattan, 2005  (ISBN 2-7475-7706-6)
- Histoire économique et sociale de l'ancienne Égypte, de Narmer à Alexandre le Grand, vol. 1., t. 1 , CNRS Éditions, 2018, 488 p.